# Salomon Lindegaard
Salomon Lindegaard (16. februar 1765 – 25. februar 1825) var en dansk godsejer og etatsråd, far til Otto Lindegaard.
Han var søn af Otto Lindegaard og Anne Cathrine Bendz. 1787 erhvervede han gården Eskelund i Gislev og i 1796 overtog han herregården Lykkesholm.
Han blev gift med Johanne Marie Colding (31. december 1762 i Nim - 26. januar 1838).